# アートエンターテインメント 迷宮美術館
『アートエンターテインメント 迷宮美術館』（ -めいきゅうびじゅつかん）は、絵画をテーマにしたNHKのクイズ番組である。文字多重放送による字幕放送を実施する。

## 概要
毎回絵画の中に描かれた様々なエピソードを基に、その絵画に描かれた様々な秘密や謎をクイズ形式で解き明かしていくもので、絵画鑑賞初心者でも楽しめるような内容である。司会は俳優・段田安則とアナウンサー・住吉美紀である。段田は俳優であることを活かし毎回、テーマとなる美術家などに扮する。
もともとは、BShiとBS2の衛星テレビジョン2波で放送される番組だが、2006年度は地上波（総合テレビ）でも、地域情報番組の放送の予定がない地域の空白時間帯の穴埋めとして放送された。放送開始当初は90分番組だったが、その後1時間番組となった。総合テレビでは、さらに内容が絞られて45分版に編集された。2008年度からはBSでの放送も45分になった。
アナログ放送で放送される映像比率が、BS2は16：9のレターボックス、総合テレビとNHKワールド・プレミアムは14：9とそれぞれ異なる。
NHKが2006年に公開した「ジャンル別番組制作費」によると、同番組の制作費は1本2,010万円掛かるとのことである。月1本は過去に放送済みの回の再放送となる。90分番組時代のものを再放送する際には、現在の放送時間に合わせて再編集され問題が一部カットされるため、最後に発表される得点が放送内容と一致しないことになる。

## 各コーナー
今日の特別展
出張収録の回では「本日のクローズアップ」となる。その回のテーマに沿った作品を数点紹介し、2 - 3問のクイズを出題する。
迷宮ショータイム
中村有志のパントマイムと段田の活弁による寸劇で、ある絵画にまつわるエピソードを紹介し、クイズを1問出題する（総合テレビ45分版では一部編集）。
迷宮伝説
一人の画家について深く掘り下げて紹介する。クイズは1問。このコーナーのみ得点が2点となる。
以上のクイズの成績で最も多くの得点（番組では「カラーポイント」という）を獲得したキュレーター（回答者。原則毎回3人）が、トップ賞に当たる「ベストキュレーター」を獲得し、その週のテーマに沿った関連作品が贈られる。

## 放送時間
2008年度より、BSでの放送も45分に短縮される。
- 2010年度
  - BShi：木曜 18:00 - 18:45、土曜 9:00 - 9:45（再放送）（「アートエンターテインメント 迷宮美術館 セレクション」を放送）
- 2009年度
  - 総合：木曜 15:15 - 15:58
  - BShi：月曜 22:00 - 22:43、水曜 8:00 - 8:43（再放送）[2]、火曜 12:00 - 12:43（再放送）
  - BS2：金曜 8:15 - 8:59（BS2では「アートエンターテインメント 迷宮美術館 セレクション」を放送）
- 2008年度
  - BShi：月曜 19:00 - 19:43
  - BShi：火曜 12:00 - 12:43
  - 総合：日曜 14:15 - 14:58（東海北陸地方を除く。スポーツ中継などで中止される場合もある）
- 2006・2007年度
  - BShi：月曜 23:00 - 24:00
  - BS2：日曜 23:00 - 24:00
  - 総合
    - 2006年度：金曜 20:00 - 20:45
    - 2007年度：木曜 1:50 - 2:35（水曜深夜『ミッドナイトチャンネル』枠）
ところによっては、放送する番組が無い場合に従前の金曜20:00 - 20:45で放送されることもある（関東地方が地域情報番組を放送する場合であっても他地域に配慮し、東京からの裏送りで放送される）。

海外でもNHKワールド・プレミアムで放送されるが、総合テレビと同じく45分版を放送する。

### 総合テレビでの放送について
2006年度の総合テレビでの放送は、前述のとおり地域情報番組枠の穴埋めとして放送されるものであったため、地域により別の日に放送されるか放送しない場合があった。
- 北海道では「北海道スペシャル」が無い週に放送した。
- 東海地方・北陸地方では毎週「金とく」（静岡県では月2回「フジヤマTV」）を放送したため放送が無かった。
- 近畿地方では「かんさい特集」を放送した週は、教育テレビで土曜午前3時（金曜深夜）からに振り替えた。
- 九州沖縄では「九州沖縄スペシャル」が放送された週は月曜の未明（日曜深夜）に振り替えて毎回放送した。
- ほかの地域でも、全国的に月1回程度は地域特集枠にあてたため、その場合は振り替えもしくは休止の対応をとった。

2007年度は地域情報番組が全国的に縮小されることもあり、金曜日の20時枠が原則として地域情報番組固定枠となった。そのため、ミッドナイトチャンネル水曜日枠で全国放送される。これとは別に4月中は近畿地方向けは土曜 2:20 - 3:05（金曜深夜）に教育テレビで放送されたが、その後は行われていない（なお近畿以外の地域は金曜付けの放送は1:35で終わる）。
2010年度での総合テレビでの再放送枠は終了した。

## 制作
- 制作：NHK、テレコムスタッフ

## スタッフ
- 司会／段田安則・住吉美紀
- 演者／中村有志
- 語り／奥田民義
- 演出／藤田純夫・坂本克仁・佐久間務・新井正敏・守屋博之・星井渉・平匠子・佐藤健
- 構成／木村仁
- 取材／角田誠二・山口浩・舞木宏美・長尾可奈子・小林諭・中村由利
- デスク／尾関憲一・兵士健治
- プロデューサー／山田治宗・山本玲実
- 制作統括／森博明・宮田行春